# كارديناس (نهر)
يُعد نهر كارديناس إحدى مجاري المياه في شمال شبه الجزيرة الإيبيرية، وهو من الأنهار الرافدة نهر ناخيرييا من الجهة اليسرى. يجري هذا النهر في لا ريوخا ذاتية الحكم في إسبانيا.